# 1861 Коменски
1861 Коменски (енгл. 1861 Komensky) је астероид главног астероидног појаса са средњом удаљеношћу од Сунца која износи 3,019 астрономских јединица (АЈ).
Апсолутна магнитуда астероида је 11,8.